# Shopping Rio Sul
Shopping Rio Sul ou RioSul (estilizado como RIOSUL), é um centro comercial localizado em Botafogo, Zona Sul do Rio de Janeiro. Foi o segundo shopping do Rio de Janeiro, inaugurado em 28 de abril de 1980, décadas após o Shopping do Méier.
É considerado um dos mais badalados centros de compras do Brasil, tendo, segundo a revista Exame, importância nacional.

## História
De localização privilegiada em Botafogo, Zona Sul carioca, tem vista para pontos turísticos como o Pão de Açúcar e o Corcovado. Conta com um variado mix de lojas espalhadas por quatro pavimentos, além de ter um home center com mais de 26 lojas de decoração, duas praças de alimentação e terraço com espaço para eventos, restaurantes e uma unidade da academia de ginástica BodyTech.
No início de 2006, foi iniciado o projeto de revitalização do shopping, com previsão de término para o fim de 2007. Além de uma nova fachada, a obra modernizou diversas características.
O RIOSUL foi eleito, na pesquisa "Marcas dos cariocas" (levantamento encomendado pelo jornal O Globo ao Grupo Troiano de Branding), como um dos cinco shoppings principais que moram no coração de quem vive no Rio de Janeiro.